# 蕨类植物洞穴

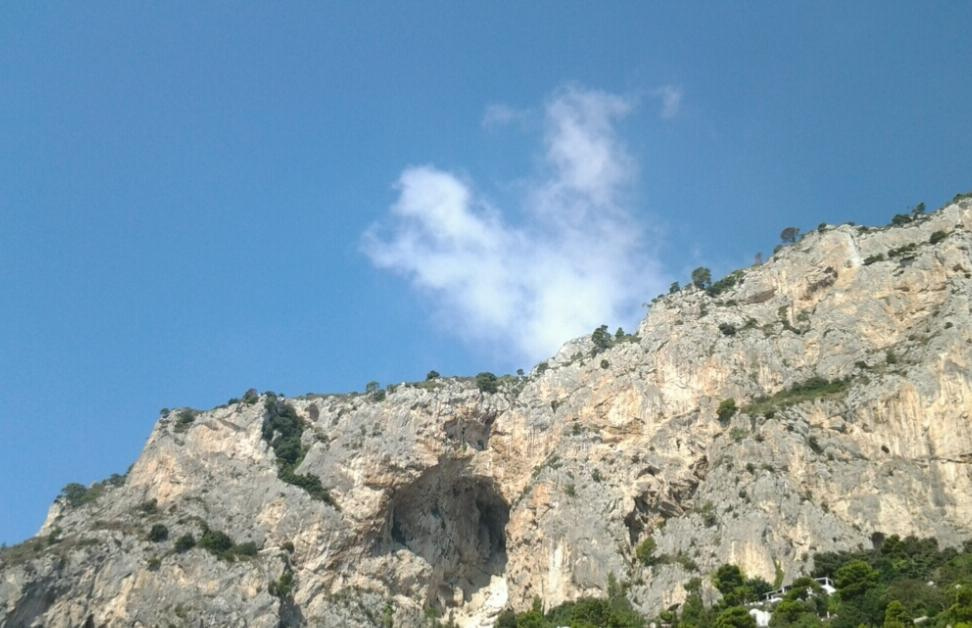
蕨类植物洞穴

蕨类植物洞穴（意大利语：Grotta delle Felci）是一个大型海蚀洞（370平方米），位于意大利坎帕尼亚大区的卡普里岛南侧，海拔200米。
洞内曾有新石器时代人类居住，发现了549件彩绘花瓶，雕刻等文物和化石。第一次发掘是在19世纪，进一步的发掘是在1922年 - 1923年 这些考古发现目前保存在当地和那不勒斯的博物馆。